# Lymantriini
Lymantriini (uneori scris greșit ca Lymantrini) este un trib de molii din  familia Erebidae. Acest trib este un grup de  molii polyphagous care locuiesc în cea mai mare parte în regiunile tropicale din Afro-Eurasia, dar și în America de Nord.

## Genuri
Tribul cuprinde următoarele genuri. Lista este incompletă.
- Dura
- Euproctoides
- Imaus
- Lymantria
- Psilochira
- Kunusara

## Legături externe
- Imagini cu Lymantriini